# ATP Singapur

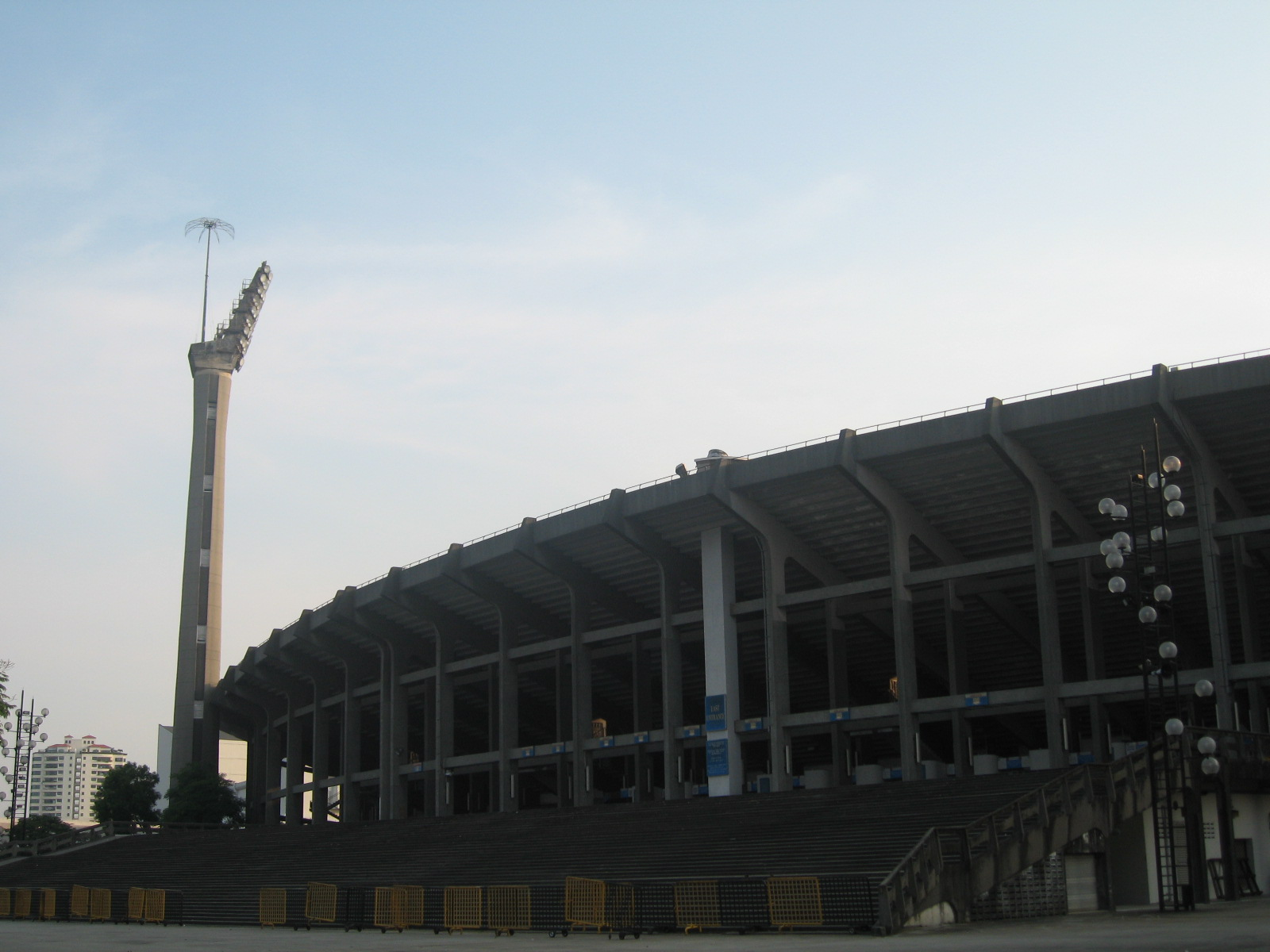
Der Veranstaltungsort des Turniers, das National Stadium.

Das ATP-Turnier von Singapur (offiziell Singapore Tennis Open) war ein Herren-Tennisturnier in Singapur.

## Geschichte
Der Wettbewerb wurde zwischen 1989 und 1999 insgesamt achtmal ausgetragen und gehörte von 1997 bis 1999 zur ATP International Series Gold und die anderen Jahre zur World Series. Gespielt wurde von 1989 bis 1992 auf Hartplätzen im Freien, von 1996 bis 1998 auf Teppichbelag in der Halle; im letzten Jahr spielte man wieder auf Hartplatz. 2021 kehrte das Turnier mit einer Ein-Jahres-Lizenz im Zuge der COVID-19-Pandemie zurück. Es wurde auf Hartplatz in der Halle gespielt.
Veranstaltungsort war stets das National Stadium, eine der größten Sportanlagen in Singapur.

## Siegerliste
Im Einzel waren Kelly Jones und Marcelo Ríos mit zwei Titeln am erfolgreichsten, im Doppel sind die „Woodies“ Todd Woodbridge und Mark Woodforde mit drei Turniersiegen die Rekordspieler.

### Einzel
| Jahr                        | Sieger            | Finalgegner      | Finalergebnis |
| --------------------------- | ----------------- | ---------------- | ------------- |
| 2021                        | Alexei Popyrin    | Alexander Bublik | 4:6, 6:0, 6:2 |
| 2000–2020: keine Austragung |                   |                  |               |
| 1999                        | Marcelo Ríos (2)  | Mikael Tillström | 6:2, 7:6      |
| 1998                        | Marcelo Ríos (1)  | Mark Woodforde   | 6:4, 6:2      |
| 1997                        | Magnus Gustafsson | Nicolas Kiefer   | 4:6, 6:3, 6:3 |
| 1996                        | Jonathan Stark    | Michael Chang    | 6:4, 6:4      |
| 1993–1995: keine Austragung |                   |                  |               |
| 1992                        | Simon Youl        | Paul Haarhuis    | 6:4, 6:1      |
| 1991                        | Jan Siemerink     | Gilad Bloom      | 6:4, 6:3      |
| 1990                        | Kelly Jones (2)   | Richard Fromberg | 6:4, 2:6, 7:6 |
| 1989                        | Kelly Jones (1)   | Amos Mansdorf    | 6:1, 7:5      |

### Doppel
| Jahr                        | Sieger                                 | Finalgegner                        | Finalergebnis |
| --------------------------- | -------------------------------------- | ---------------------------------- | ------------- |
| 2021                        | Sander Gillé Joran Vliegen             | Matthew Ebden John-Patrick Smith   | 6:2, 6:3      |
| 2000–2020: keine Austragung |                                        |                                    |               |
| 1999                        | Maks Mirny Eric Taino                  | Todd Woodbridge Mark Woodforde     | 6:3, 6:4      |
| 1998                        | Todd Woodbridge (3) Mark Woodforde (3) | Mahesh Bhupathi Leander Paes       | 6:2, 6:3      |
| 1997                        | Mahesh Bhupathi Leander Paes           | Rick Leach Jonathan Stark          | 6:4, 6:4      |
| 1996                        | Todd Woodbridge (2) Mark Woodforde (2) | Martin Damm Andrei Olchowski       | 7:6, 7:6      |
| 1993–1995: keine Austragung |                                        |                                    |               |
| 1992                        | Todd Woodbridge (1) Mark Woodforde (1) | Grant Connell Glenn Michibata      | 6:7, 6:2, 6:4 |
| 1991                        | Grant Connell Glenn Michibata          | Stefan Kruger Christo van Rensburg | 6:4, 5:7, 7:6 |
| 1990                        | Mark Kratzmann Jason Stoltenberg       | Brad Drewett Todd Woodbridge       | 6:1, 6:0      |
| 1989                        | Rick Leach Jim Pugh                    | Paul Chamberlin Paul Wekesa        | 6:3, 6:4      |